# Alejandro Zendejas
Alejandro Zendejas (Ciudad Juárez, 1998. február 7. –) mexikói és amerikai válogatott labdarúgó, az América csatára.

## Pályafutása

### Klubcsapatokban
Zendejas a mexikói Ciudad Juárez városában született. Az ifjúsági pályafutását az amerikai Dallas akadémiájánál kezdte.
2015-ben mutatkozott be a Dallas első osztályban szereplő felnőtt keretében. 2016-ban a mexikói első osztályban érdekelt Guadalajara szerződtette. A 2017–18-as szezonban a Zacatepec csapatát erősítette kölcsönben. 2020-ban a Necaxához igazolt. 2022. január 17-én szerződést kötött az América együttesével. Először a 2022. január 23-ai, Atlas ellen 2–0-ra elvesztett mérkőzésen lépett pályára. Első gólját 2022. március 21-én, a Toluca ellen hazai pályán 3–0-ás győzelemmel zárult találkozón szerezte meg.

### A válogatottban
Zendejas az amerikai és mexikói korosztályos válogatottakban is szerepelt. 2021 és 2022 között két mérkőzés erejéig tagja volt a mexikói válogatottnak.
2023-ban debütált az amerikai válogatottban. Először a 2023. január 26-ai, Szerbia ellen 2–1-re elvesztett mérkőzésen lépett pályára. Első válogatott gólját 2023. március 24-én, Grenada ellen 7–1-es vereséggel zárult CONCACAF-nemzetek ligája mérkőzésen szerezte meg.

## Statisztikák
2023. május 22. szerint
| Klub     | Szezon   | Osztály  | Bajnokság | Bajnokság | Kupa  | Kupa | Nemzetközi | Nemzetközi | Összesen | Összesen |
| Klub     | Szezon   | Osztály  | Meccs     | Gól       | Meccs | Gól  | Meccs      | Gól        | Meccs    | Gól      |
| -------- | -------- | -------- | --------- | --------- | ----- | ---- | ---------- | ---------- | -------- | -------- |
| Necaxa   | 2020–21  | Liga MX  | 32        | 5         | 0     | 0    | —          | —          | 32       | 5        |
| Necaxa   | 2021–22  | Liga MX  | 18        | 6         | 0     | 0    | —          | —          | 18       | 6        |
| Necaxa   | Összesen | Összesen | 50        | 11        | 0     | 0    | 0          | 0          | 50       | 11       |
| América  | 2021–22  | Liga MX  | 18        | 5         | 2     | 0    | 2          | 0          | 22       | 5        |
| América  | 2022–23  | Liga MX  | 34        | 11        | 0     | 0    | —          | —          | 34       | 11       |
| América  | Összesen | Összesen | 52        | 16        | 2     | 0    | 2          | 0          | 56       | 16       |
| Összesen | Összesen | Összesen | 102       | 27        | 2     | 0    | 2          | 0          | 106      | 27       |

### A válogatottban
| Válogatott | Év       | Pályára lépés | Gól |
| ---------- | -------- | ------------- | --- |
| Mexikó     | 2021     | 1             | 0   |
| Mexikó     | 2022     | 1             | 0   |
| Összesen   | Összesen | 2             | 0   |

| Válogatott       | Év       | Pályára lépés | Gól |
| ---------------- | -------- | ------------- | --- |
| Egyesült Államok | 2023     | 7             | 1   |
| Egyesült Államok | 2024     | 4             | 0   |
| Összesen         | Összesen | 11            | 1   |

#### Góljai az amerikai válogatottban
| # | Időpont           | Helyszín                                             | Ellenfél | Gólok | Eredmény | Kiírás                                         |
| - | ----------------- | ---------------------------------------------------- | -------- | ----- | -------- | ---------------------------------------------- |
| 1 | 2023. március 24. | Kirani James Athletic Stadion, St. George’s, Grenada | Grenada  | 7–1   | 7–1      | 2022–2023-as CONCACAF-nemzetek ligája (A liga) |

## Sikerei, díjai
América
- Campeones Cup
  - Győztes (1): 2024

Amerikai válogatott
- CONCACAF Nemzetek ligája
  - Győztes (2): 2022–23, 2023–24